# 深夜節目
深夜節目（英文：Late night television）大多指夜間23:00至翌日早晨5:00左右播出的電視及廣播節目。由於這一時段是大多數觀眾就寢的時間，收視率相對較低，因此深夜節目大多製作費用低廉，尺度也相對更為寬鬆。成人節目大多在深夜時段播出。亦有電視台在深夜時段播出風景映像等慢電視類節目。
在日本，日本電視台的《11PM》是深夜節目的鼻祖。第一次石油危機期間，受到政府號召節約能源的要求影響，各電視台一度停止在深夜播出節目。1980年代後，在富士電視台《All Night Fuji》節目的成功刺激下，日本深夜綜藝節目曾迎來一個黃金時期。各台亦不乏在深夜時段取得成功後升格至黃金時段播出的綜藝節目。

## 相关
- 电视节目